# شهبانوی کولی
شهبانوی کولی (انگلیسی: The Gypsy Queen) یک فیلم کوتاه کمدی به کارگردانی مک سنت است که در سال ۱۹۱۳ منتشر شد.

## گزیدهٔ بازیگران
- راسکو آرباکل
- میبل نورماند
- نیک کاگلی